# بافيل سلوجيل
بافيل سلوجيل (بالتشيكية: Pavel Složil)‏ مواليد 29 ديسمبر 1955 في أوبافا، جمهورية تشيكوسلوفاكيا الاشتراكية، هو لاعب كرة مضرب تشيكي يلعب باليد اليمنى. هو أحد أبطال الجراند سلام. أعلى تصنيف له في الفردي كان المركز الـ 35 في سنة 1984.

## بطولات حققها
- دورة رولان غاروس الدولية

## النهائيات
| الحصيلة | No. | التاريخ | البطولة           | الأرضية  | المنافس في النهائي | النتيجة في النهائي |
| ------- | --- | ------- | ----------------- | -------- | ------------------ | ------------------ |
| الوصافة | 1.  | 1979    | كيتزبوهيل، النمسا | ترابية   | فيتاس جرولايتيس    | 2–6, 2–6, 4–6      |
| الفوز   | 1.  | 1981    | نانسي، فرنسا      | صلبة (i) | إيلي ناستاسي       | 6–2, 7–5           |
| الوصافة | 2.  | 1983    | الولايات المتحدة  | ترابية   | جييرمو فيلاس       | 1–6, 4–6, 0–6      |
| الوصافة | 3.  | 1984    | فيينا، النمسا     | صلبة (i) | تيم ويلكيسون       | 1–6, 1–6, 2–6      |
| الفوز   | 2.  | 1985    | كيتزبوهيل، النمسا | ترابية   | مايكل ويستفال      | 7–5, 6–2           |

## روابط خارجية
- بافيل سلوجيل على موقع رابطة محترفي التنس (الإنجليزية)
- بافيل سلوجيل على موقع الاتحاد الدولي لكرة المضرب (الإنجليزية)
- بافيل سلوجيل على موقع كأس ديفيز (الإنجليزية)
- بافيل سلوجيل على موقع خلاصة التنس.كوم (الإنجليزية)